# Paracheilinus carpenteri
Paracheilinus carpenteri là một loài cá biển thuộc chi Paracheilinus trong họ Cá bàng chài. Loài này được mô tả lần đầu tiên vào năm 1981.

## Từ nguyên
Từ định danh được đặt theo tên của Kent E. Carpenter, nhà ngư học hiện làm việc tại Đại học Old Dominion (bang Virginia, Hoa Kỳ), nhà chuyên sưu tập các mẫu định danh.

## Phân bố và môi trường sống
P. carpenteri có phân bố ở Tây Thái Bình Dương, cụ thể tại phía nam Nhật Bản (bao gồm quần đảo Izu và đảo Okinawa), đảo Đài Loan, Philippines (các đảo Luzon, Mindoro và Cebu), Brunei, Indonesia (phía bắc Sulawesi và bờ đông bắc Kalimantan) và Palau.
P. carpenteri sinh sống trên nền san hô và đá vụn ở độ sâu khoảng từ 27–45 m.

## Mô tả
Chiều dài tổng lớn nhất được ghi nhận ở P. carpenteri là 8 cm.
Cá đực có màu cam thuần hoặc nâu cam ửng đỏ. Các sọc xanh trên cơ thể được phân loại theo kiểu B (sensu Tea & Walsh (2023)). Vây lưng và các tia sợi (khoảng 2–4 tia) có màu từ vàng cam, cam sẫm đến nâu (thường sáng hơn ở nửa trước của vây) với viền mỏng màu xanh lam (một số cá thể ở Nhật, Palau và đảo Sulawesi có các tia sợi màu đỏ tươi); có hai dải màu xanh lam, một dọc theo gốc vây và một đứt đoạn thành các đốm giữa vây, thường có vùng sẫm đen ở phía cuối, giữa hai dải xanh này. Vây hậu môn có màu vàng cam đến đỏ tía, trừ một vùng màu vàng hơn ở gốc, nằm bên dưới một dải hoặc hàng đốm xanh lam. Vây đuôi bo tròn, có màu sẫm đen ở gốc, chuyển thành màu nâu vàng đến xanh lục nâu trở ra rìa, với hai dải đồng tâm màu xanh lam. Vây bụng màu đỏ cam với rìa trước viền xanh lam.
Số gai vây lưng: 9; Số tia vây lưng: 11; Số gai vây hậu môn: 3; Số tia vây hậu môn: 9; Số gai vây bụng: 1; Số tia vây bụng: 5.

## Phân loại
P. carpenteri nằm trong nhóm phức hợp loài của Paracheilinus mccoskeri, dựa trên vây đuôi tròn và có tia vây lưng dạng sợi (mặc dù loài này có nhiều tia vây lưng sợi hơn các thành viên khác).

## Thương mại
P. carpenteri được đánh bắt để phục vụ mục đích thương mại cá cảnh. Có khoảng 3000 cá thể được buôn bán trong khoảng năm 1988–2000. Loài này được bán với giá 40 USD ở Mỹ.